# Opeklina
Opeklina je vrsta ozljede kože ili potkožnih tkiva izazvana toplinom, električnom strujom, kemijskim tvarima, trenjem ili radijacijom. Opekline koje zahvaćaju samo površinski dio kože nazivamo površinskim opeklinama ili opeklinama prvog stupnja. U slučaju da oštećenje prodre u donje slojeve kože, radi se o opeklini drugog stupnja, dok opekline trećeg stupnja zahvaćaju sve slojeve kože. Opekline koje prodru toliko duboko da osim kože zahvate i potkožna tkiva kao mišiće i kosti definiramo kao opekline četvrtog stupnja.
Liječenje opeklina je različito i ovisi o težini ozljede. Površinske opekline ne predviđaju nikakav poseban tretman osim smanjenja boli analgeticima, dok teške opekline zahtijevaju dugotrajno specifično liječenje u posebno opremljenim centrima. Lijevanje hladne vode može biti korisno kod površinskih opeklina kako bi se smanjila bol i oštećenje kože, ali se dugotrajnim hlađenjem može izazvati hipotermija. Opekline drugog stupnja predviđaju čišćenje vodom i sapunom, te previjanje. Nije sasvim jasno što učiniti s mjehurima, ali najrazumnije je ostaviti ih čitave. Opekline koje zahvaćaju sve slojeve kože (treći stupanj) zahtijevaju kirurško liječenje presađivanjem zdrave kože. Kod opeklina koje zahvaćaju veliku površinu potreba je obilna hidratacija pacijenta intravenoznim putem, pošto je upalni odgovor vrlo jak i ima za posljedicu gubitak tekućina iz kapilara i edem. Najčešća komplikacija opeklina je infekcija oštećenih tkiva.
Iako su teške i vrlo raširene opekline često smrtonosne, postignuti napredak u terapiji od 1960-ih do danas znakovito je poboljšao prognozu bolesti, pogotovo kod djece i mlađih odraslih pacijenata. Svake se godine u svijetu 11 milijuna ljudi obrati medicinskoj ustanovi radi liječenja, a 300 000 ljudi godišnje umre od opeklina. U Sjedinjenim Američkim Državama 4 % pacijenata hospitaliziranih u centrima za opekline umire od zadobivenih ozljeda. Dugoročna prognoza je uglavnom povezana s površinom tijela zahvaćenom opeklinama i životnom dobi pacijenta.

## Znaci i simptomi
Izgled i karakteristike opekline uvelike ovise od dubini zahvaćenog tkiva. Opekline prvog stupnja uzrokuju bol koja traje dva do tri dana, a zatim u sljedećih nekoliko dana dolazi do guljenja kože. Osobe s ozbiljnijim opeklinama mogu osjećati jaču nelagodu i žaliti se na osjećaj pritiska više nego na samu bol. Kod opeklina koje zahvaćaju sve slojeve kože (trećeg stupnja) pacijent često potpuno izgubi osjet na dodir ili ubod. Površinske opekline izazivaju crvenilo kože, dok kod težih slučajeva koža bude ružičasta, bijela ili crna. Opekline oko usta i nosa i spaljene nosne dlačice mogu ukazivati na opekline i unutar dišnih puteva, ali ovi znaci nisu pouzdani. Pouzdaniji znaci zahvaćenosti dišnih putova jesu kratkoća daha, promuklost, stridor i zviždanje. Svrbež zahvaćenog i okolnog područja je čest tijekom izlječenja i pojavljuje se u 90 % odraslih i gotovo kod sve djece. Obamrlost i trnci mogu trajati dulje vrijeme nakon ozljede električnom strujom. Opekline vrlo često uzrokuju jak emotivni i psihološki stres.
| stupanj                                                         | zahvaćeni slojevi                                                     | izgled                                                                     | tekstura               | osjećaj                     | vrijeme izliječenja                           | prognoza                                                                                | primjer                                                                        |
| --------------------------------------------------------------- | --------------------------------------------------------------------- | -------------------------------------------------------------------------- | ---------------------- | --------------------------- | --------------------------------------------- | --------------------------------------------------------------------------------------- | ------------------------------------------------------------------------------ |
| Površinska (prvi stupanj)                                       | Epidermis                                                             | crvenilo kože bez mjehura                                                  | suha                   | bolan                       | 5 – 10 dana                                   | potpuno ozdravljenje; Ponovljene opekline od sunca mogu povećati rizik raka kože.       | Opeklina od sunca je tipična opeklina prvog stupnja.                           |
| površinska sa zahvaćenim dijelom donjih slojeva (drugi stupanj) | zahvaća površinski (papilarni) dermis                                 | crvenilo s mjehurom ispunjenim bistrom tekućinom. posvijetli pod pritiskom | vlažna                 | vrlo bolan                  | manje od 2 – 3 tjedna                         | lokalne infekcije/celulitis ne ostavlja ožiljke                                         | Opeklina drugog stupnja na palcu.                                              |
| površinska sa zahvaćenim donjim slojevima (drugi stupanj)       | prodire u duboki (retikularni) dermis                                 | žuti ili bijeli. manje ljuštenja. može ostaviti mjehure.                   | uglavnom suha          | osjećaj pritiska i nelagode | 3 – 8 tjedana                                 | ožiljci, kontrakture (mogle bi zahtijevati kirurško odstranjivanje i presađivanje kože) | Opeklina drugog stupnja izazvana vrućom vodom.                                 |
| duboka sa zahvaćenim svim slojevima (treći stupanj)             | zahvaćeni svi slojevi dermisa                                         | ukrućen i žutosmeđe boje bez izbjeljivanja tkiva                           | slična štavljenoj koži | bezbolna                    | vrlo dugo (nekoliko mjeseci), često nepotpuno | ožiljci, kontrakture, amputacije (nužno brzo odstranjenje opečenog tkiva)               | Opeklina trećeg stupnja stara osam dana izazvana dodirom s auspuhom motocikla. |
| četvrti stupanj                                                 | prodire kroz sve slojeve kože i zahvaća potkožnu mast, mišiće i kosti | crna; pougljenjena s eskarama                                              | suha                   | bezbolna                    | odstranjenje tkiva i amputacija               | amputacija, funkcionalni defekti i u nekim slučajevima smrt.                            | opeklina četvrtog stupnja                                                      |

## Uzroci
Opekline su uzrokovane nizom vanjskih čimbenika koji se mogu podijeliti na toplinske, kemijske, električne i radijaciju. Najčešći uzročnici u Sjedinjenim Američkim Državama su plamen (44 %), vruća voda ili vodena para (33 %), vrući predmeti (9 %), električna struja (4 %) i nagrizajuće kemijske tvari (3 %). Većina slučajeva opeklina desi se u kućanstvima (69 %) ili na radnom mjestu (9 %), i ogromna većina je izazvana nesretnim slučajem. Oko 2 % slučajeva je izazvano napadom drugih osoba, 1 – 2 % je posljedica pokušaja samoubojstva. Isti uzroci mogu izazvati oštećenja dišnih putova i pluća u oko 6 % slučajeva, uzrokovana udisanjem vrućeg zraka ili dima.
Ozljede izazvane opeklinama su češće u društvenim skupinama nižeg imovinskog statusa. Pušenje se smatra faktorom rizika, ali ne i konzumacija alkohola. Opekline uzrokovane plamenom su češće u hladnim područjima, a specifični faktori rizika u zemljama u razvoju su kuhanje na otvorenoj vatri ili kuhanje na podu nastamba kao i razvojna zaostalost djece i kronične bolesti odraslih.

### Vruće tvari
Najčešći uzroci opeklina u Sjedinjenim Američkim Državama su toplinske prirode kao plamen i vruće tekućine. Pušenje u kući i kućanski aparati su najčešći uzroci smrti izazvanih požarima, a u gotovo polovici slučajeva ozljede opeklinama su izazvane pokušajima gašenja požara. Opekline izazvane vrućim tekućinama ili vrućim plinovima su drugi uzrok po učestalosti nakon plamena i najčešće su posljedica djelovanja vrućih napitaka, vode iz slavine visoke temperature kod kupki ili pri tuširanju, djelovanja vodene pare ili vrućeg ulja. Ova vrsta opeklina je vrlo česta kod djece ispod pete godine života i, u SAD-u i Australiji, mala djeca čine oko dvije trećine svih slučajeva opeklina. Kontakt s vrućim predmetima je uzrok 20-30 % opeklina kod djece. Ovi uzroci najčešće izazivaju opekline prvog i drugog stupnja, ali može doći i do opeklina trećeg stupnja pogotovo ako je kontakt s uzrokom produljen. Pirotehnička sredstva su uobičajen uzrok opeklina u mnogom zemljama u doba blagdana, a pod statistički povećanim rizikom od ozljeda su muški adolescenti.
Opekline od trenja su oblik toplinskih opeklina koje nastaju prelaskom abrazivne tvari preko tkiva velikom brzinom. Obično su u kombinaciji s mehaničkim oštećenjima tkiva. Tipično se javljaju u prometnim nezgodama kada tijelo ispadne iz vozila pri velikoj brzini i grebe po prometnici, industrijskim nesrećama kada tkivo ogrebu pogonski remeni i kućnim nezgodama pri padu na tepih ili traku za trčanje.

### Nagrizajuće kemikalije
Kemikalije uzrokuju od 2 do 11 % svih opeklina, ali su odgovorne za 30 % svih smrti povezanih s opeklinama. Više od 25 000 kemijskih tvari mogu izazvati opekline, većina kojih su jake baze (oko 55 %) ili jake kiseline (26 %). Gotovo sve smrti izazvane opeklinama kemikalijama su posljedica njihovog gutanja. Najčešće se radi o natrijevom hidroksidu iz sredstava za otapanje masnih naslaga, sumpornoj kiselini iz olovnih akumulatora, klorovodičnoj kiselini koji se nalazi u sredstvima za uklanjanje kamenca, natrijevom hipokloritu („varikina”) koji se nalazi u izbjeljivačima i halogeniranim ugljikovodicima koji se nalaze npr. u sredstvima za odstranjivanje boje. Fluorovodična kiselina može uzrokovati posebno duboke opekline koje su u početku asimptomatične i daju prve znakove tek nakon nekog vremena (od nekoliko sati do jednog dana), kad tvar prodre duboko u tkiva. Mravlja kiselina uzrokuje razgradnju posebno velikog broja crvenih krvnih zrnaca.

### Električna struja
Opekline ili ozljede električnom strujom se dijele na djelovanje izazvano visokim naponom (višim od 1000 volti), niskim naponom (nižim od 1000 volti) i opekline izazvane električnim lukom. Najčešći uzrok opeklina električnom strujom u djece je kontakt s električnim kabelima bez izolacije (60 %) i neispravnim električnim utičnicama (14 %). Vrlo rijedak slučaj opeklina električnom strujom je udar munje. Rizični faktori za udar munje su aktivnosti na otvorenom neposredno prije ili za vrijeme nevremena, kao npr. alpinizam, sportovi na otvorenim ravnim površinama (golf, nogomet) ili radne aktivnosti na otvorenom. Smrtnost od udara munje je 10 %.
Kod ozljeda izazvanih električnom strujom većina se nalazi u unutrašnjosti tijela te je vrlo teško procijeniti razinu oštećenja samim pregledom kože. Kontakt s visokim i niskim naponom može izazvati aritmiju i srčani zastoj.
Opekline od istosmjerne električne struje uzrokovane su elektrolizom u tjelesnim stanicama, dok je kod opeklina od izmjenične struje učinak više toplinski.

### Zračenje (radijacija)
Opekline izazvane zračenjem izazvane su izlaganju dovoljno visoke količine energije raznim vrstama elektromagnetskih i čestičnih zraka. Ono može biti ionizirajuće i neionizirajuće.
U opekline od neionizirajućeg zračenja spadaju:
- opekline od toplinskog zračenja - nastaju u požarima ili prilikom inicijalnog bljeska nuklearne eksplozije[25] (kod kojih je i svjetlosno zračenje dovoljno visokog intenziteta da izaziva isti učinak)
- opekline od ultraljubičastog zračenja - nastaju prilikom sunčanja, korištenja solarija ili prilikom elektrolučnog zavarivanja, kao i kod bljeska nuklearne eksplozije
- opekline od mikrovalnog zračenja - vrlo rijedak uzrok toplinskog učinka[26] koji se pojavljuje kod izlaganja tkiva snažnim, usmjerenim zrakama mikrovalova

Pretjerano izlaganje Sunčevom zračenju je najčešći uzrok opeklina izazvanih zračenjem i općenito najčešći uzrok opeklina prvog stupnja. Postoje velike razlike u reakciji kože na izlaganje suncu ovisno o fototipu kože tj. količini melanina u njenim stanicama.
U opekline od ionizirajućeg zračenja spadaju:
- alfa-opekline – opekline koje nastaju primarno u unutrašnjosti tijela na sluznicama zbog unutarnje kontaminacije vrlo alfa-radioaktivnim tvarima poput radioizotopa radija; na površini tijela se, zbog plitkog dosega alfa-čestica, očituju kao blagi eritemi
- beta-opekline – dublje opekline površinskih dijelova kože koje nastaju izlaganjem snažnim beta-emiterima poput stroncija-90; očituju se kao jake opekline od sunčanja
- gama-opekline – izuzetno duboke opekline organskih tkiva koje nastaju izlaganjem snažnim gama-emiterima poput kobalta-60
- rentgenske opekline – duboke opekline kože od povijesnog značanja tijekom razvitka radiološke dijagnostike
- neutronske opekline – vrlo duboke, intenzivne opekline kod kojih tvari u tijelu postaju radioaktivne, dalje izazivajući daljnju štetu stanicama tijela
- opekline od ostalih ubrzanih čestica – incidenti tijekom znanstvenih istraživanja s protonskim zračenjem, nekalibriranom radioterapijom i sl.

Jake kombinirane opekline od različitog ionizirajućeg zračenja nastaju kontaminacijom kože radioaktivnim oborinama.
Učinak ionizirajućeg zračenja na kožu je ovisi o intenzitetu, vremenu izloženosti i udaljenosti od njegovog izvora. Učinak na kožu je gubitak kose nakon 3 Gy, crvenilo kože nakon 10 Gy, ljuštenje kože nakon 20 Gy i nekrozom nakon 30 Gy. Reakcija crvenila se u pravilu pojavljuje tek nakon nekog vremena od izlaganja izvoru ionizirajućeg zračenja. Terapija opeklina od ionizirajućeg zračenja je jednaka kao i kod ostalih vrsta opeklina.

### Namjerno izazivanje opeklina
Od svih slučajeva opeklina koji zahtijevaju terapiju u bolnicama od 3 % do 10 % je posljedica namjernog napada drugih osoba. Uzroci su zlostavljanje djece, svađe i netrpeljivost među pojedincima, zlostavljanje i mučenje bračnog partnera ili stare osobe i razilaženja poslovnih partnera. Kod ozljeda izazvanim uranjanjem tijela u vruću vodu sumnja se na zlostavljanje djece. Ova se vrsta ozljede pojavljuje kad se donji dio tijela djeteta (noge ili donji trbuh) prisilno uroni i zadržava ispod površine vruće vode, što izaziva karakterističene simetrične opekline s jasnim gornjim rubom. Ostali znaci koji ukazuju na namjerno izazivanje opeklina su prisutnost kružnih opeklina, opekline jednolične dubine i prisutnost drugih znakova zapostavljanja ili nasilja.
Namjerno izazivanje opeklina u ratu radi ubijanja i ranjavanja ljudi bilo je poznato još u drevnoj Kini. Zapaljiva sredstva osobito se razvija tijekom Prvoga svjetskog rata i poslije. Tvari poput napalma i bijelog fosfora često su primijenjeno zapaljivo oružje, jer spontano su zapaljivi (bijeli fosfor), dugo gore, oslobađaju velike količine topline i otrovnih plinova pri izgaranju, teško se gase i neprimjerenim gašenjem izaziva se veća šteta. Izazivaju teške opekline, visok rizik od otrovanja i nastanak šoka.
Spaljivanje nevjeste je specifičan oblik obiteljskog nasilja prisutan kod nekih kultura kao npr. u Indiji, gdje mladoženja ili njegova obitelj znaju zapaliti nevjestu ako je smatraju neodgovarajućim mirazom. U Pakistanu je polijevanje kiselinom vrlo čest oblik kućnog ili obiteljskog nasilja i predstavlja 13 % svih slučajeva opeklina u toj zemlji. Samospaljivanje kao oblik prosvjeda je također relativno čest uzrok opeklina među indijskim ženama.

## Patofiziologija
Na temperaturi većoj od 44 °C, bjelančevine gube svoj trodimenzionalni oblik (denaturiranje) i započinju razgradnju, što rezultira oštećenjem stanica i tkiva. Većina negativnih učinaka po zdravlje izazvanih opeklinama uzrokovano je oštećenjima i gubitkom uobičajene funkcije kože. Funkcije kože koje se gube prilikom opeklina su gubitak osjeta dodira, nemogućnost zadržavanja vode u tijelu kao posljedica isparavanja, te nemogućnost reguliranja tjelesne temperature. Oštećenje staničnih membrana uzrokuje gubitak kalija iz stanica u međustanični prostor i nemogućnost unošenja vode i natrija u stanicu.
Kod opeklina koje zahvaćaju veliku površinu (više od 30 % ukupne tjelesne površine) dolazi do jake upalne reakcije, što uzrokuje povećani gubitak tekućine iz kapilara i kao posljedicu pojavu edema. Izlijevanje tekućine u međustanični prostor smanjuje ukupni volumen krvi (volemiju), tako da krv sadrži manje plazme i više krvnih stanica (policitemija). Povećana gustoća krvi smanjuje dotok krvi do organa kao npr. bubrega ili probavnog sustava, što uzrokuje bubrežno zatajenje ili pojavu čireva na želucu.
Povećane razine katekolamina i kortizola mogu uzrokovati hipermetaboličko stanje koji ponekad traje i godinama. To ima za posljedicu povećani minutni volumen pri radu srca, ubrzani metabolizam, tahikardiju, i oslabljeni imunološki odgovor.

## Dijagnoza
Dijagnoza se vrši vizualnom inspekcijom i klasificira se po dubini zahvaćenog tkiva, zahvaćenoj površini, uzročnom mehanizmu i popratnim ozljedama. Za određivanje dubine opekline je gotovo uvijek dovoljna inspekcija, iako se ponekad može koristiti biopsija kože. Ponekad je teško oderediti dubinu opekline samo jednim pregledom, često su potrebni ponovljeni pregledi raspoređeni u nekoliko dana. U pacijenata s opeklinama, koji se žale i na glavobolju i koji su ošamućeni moguće je i prateće tovanje uglikovim monoksidom. Trovanje cijanidom se također uzima u obzir.

### Površina opeklina
Površina opeklina se definira postotkom ukupne površine tijela (eng. total body surface area – TBSA) zahvaćene opeklinama drugog i trećeg stupnja. Opekline prvog stupnja koje izazivaju samo crvenilo i ne stvaraju mjehure ne uzimaju se u obzir prilikom procjene zahvaćene površine, pošto koža još uvijek zadržava sve funkcije. Većina slučajeva opeklina (70 %) zahvaćaju manje od 10 % tijela. Postoji nekoliko načina utvrđivanja ukupne površine tijela uključujući „pravilo broja devet”, Lund-Browderove dijagrame i procjenu na temelju veličine pacijentovog dlana. „Pravilo broja devet” je lako za upamtiti, ali vrijedi samo za pacijente od 16. godine života na više. Puno preciznija procjena se ima služeći se i Browderovim dijagramima, koji uzimaju u obzir različite proporcije ljudskog tijela kod odraslih i kod djece. Površina ljudskog dlana, uključujući i prste je otprilike 1 % ukupne površine tijela.

### Ozbiljnost opeklina
| lake                                          | srednje                                  | teške                                                     |
| --------------------------------------------- | ---------------------------------------- | --------------------------------------------------------- |
| odrasli < 10 % ukupne tjelesne površine (UTP) | odrasli 10 – 20 % UTP                    | odrasli > 20 % UTP                                        |
| djeca ili starije osobe < 5 % UTP             | djeca ili starije osobe 5 – 10 % UTP     | djeca ili starije osobe > 10 % UTP                        |
| < 2 % opeklina 3. stupnja                     | 2 – 5 % opeklina 3. stupnja              | > 5 % opeklina 3. stupnja                                 |
|                                               | ozljeda izazvana visokim naponom         | opeklina izazvana visokim naponom                         |
|                                               | moguće komplikacije izazvane inhalacijom | utvrđene komplikacije izazvane inhalacijom                |
|                                               | opeklina duž cijelog opsega tijela       | značajne opekline lica, predjela zglobova, šaka i stopala |
|                                               | drugi zdravstveni problemi               | popratne ozljede                                          |

Američka udruga za opekline je razvila sustav klasifikacije jakosti opeklina, kako bi omogućila i olakšala brzo utvrđivanje stanja u kojem se pacijent nalazi pri dolasku u centar za opekline. Prema tom sustavu klasifikacije, opekline se dijele na lake, srednje i teške. Težina stanja se određuje uzimajući u obzir više faktora: ukupnu površinu tijela zahvaćenu opeklinama, zahvaćenost specifičnih dijelova tijela, pacijentovu dob i pridružene ozljede i bolesti. Pacijenti s lakim opeklinama se prepuštaju kućnoj njezi, oni sa srednje teškim opeklinama se hospitaliziraju, a oni s teškim opeklinama se liječe u specijaliziranim centrima za opekline.

## Prevencija
Smatra se da se otprilike polovica svih opeklina mogu s lakoćom izbjeći. Programi za prevenciju opeklina su bitno smanjili broj slučajeva teških opeklina. Mjere prevencije predviđaju ograničavanje temperature vruće vode iz slavine, alarme za dim, automatske sustave za gašenje prskanjem vodom, ispravnu izgradnju objekata i odjeću otpornu na gorenje. Stručnjaci savjetuju namještavanje maksimalne temperature u bojlerima ispod 48,8 °C. Ostale mjere prevencije opeklina vrućom vodom predviđaju mjerenje temperature vode za kupanje termometrom, i zaštitnu ogradu na štednjacima u domaćinstvima s malom djecom. Iako su učinci reguliranja uporabe pirotehničkih sredstava upitni, postoje indicije da su slučajevi opeklina manje brojni, s posebnim naglaskom na ograničenje prodaje istih djeci.

## Liječenje
Liječenje pacijenta s opeklinama započinje s procjenom stanja i stabilizacijom disanja i cirkulacije, te eventualnim oslobađanjem dišnih puteva. U slučaju oštećenja dišnih puteva izazvanih inhalacijom, često je potrebna brza intubacija. Nakon ovih radnji pristupa se njezi samih opeklina. Osobe s opeklinama velike površine mogu biti umotane u čisti papir prije nego stignu do bolnice. Rane izazvane opeklinama su vrlo sklone infekcijama, stoga je preporučljivo cijepljenje protiv tetanusa ako pacijent nije bio imuniziran posljednjih pet godina U Sjedinjenim Američkim Državama 95 % svih opeklina za koje pacijent zatraži liječničku pomoć su liječeni i isti dan pušteni na kućnu njegu, a kod 5 % njih potrebno je bolničko liječenje. Kod teških opeklina potrebno je osigurati pravilnu ishranu unesrećenog. Hiperbarična oksigenacija se pokazala korisnom kao dodatak uobičajenoj terapiji.

### Intravenska rehidratacija
Pacijenti s lošom perfuzijom tkiva tretiraju se infuzijom izotonične otopine u bolusu. Intravenska rehidratacija izotoničnim tekućinama i pračenje životnih znakova pravilo su kod odraslih pacijenata s više od 15 % zahvaćene površine tijela i kod djece s 10 – 20 % zahvaćene površine. Kod pacijenata s opeklinama koje prekrivaju više od 25 % tijela, postupak intravenske rehidratacije bi trebao započeti i prije dolaska u bolnicu. Parklandova formula može poslužiti u određivanju volumena potrebne intravenske tekućine u prva 24 sata.  Formula uzima u obzir pacijentovu tjelesnu težinu i površinu tijela zahvaćenu opeklinama. Polovicu ukupne potrebne tekućine pacijent bi trebao primiti u prvih 8 sati, dok se drugu polovicu raspoređuje u sljedećih 16 sati. Vremenski okvir se računa od trenutka zadobivanja opeklina, a ne od trenutka prve infuzije.  Djeci s opeklinama je potreban dodatni tretman tekućinama koji predviđa i dodatak glukoze, dok se količina potrebne tekućine povećava kod pacjenata koji su zadobili ozljede dišnog sustava izazvane inhalacijom vrućeg zraka i dima. Premala količina intravenske tekućine može biti pogubna za pacijenta, ali isto tako i pretjerana količina primljene tekućine može izazvati ozbiljne probleme. Matematičke formule su samo orijentir, infuzija tekućina bi se morala regulirati na temelju izlučene količine urina. Kod odraslih bi količina morala biti veća od 30 mL/h, a kod djece veća od 1 mL/h po kilogramu tjelesne težine, sa srednjim arterijskim tlakom većim od 60 mmHg.
Iako se često koristi laktatirana Ringerova otopina (Ringerov laktat), ne postoje dokazi da je ova otopina učinkovitija od standardne fiziološke otopine. Kristaloidne otopine imaju jednaki učinak kao i koloidne otopine, tako da se koloidne otopine ne proporučuju radi njihove više cijene. Transfuzija krvi je rijetko potrebna i koristi se kad se razine hemoglobina spuste ispod 60-80 g/L (6-8 g/dL) kako bi se izbjegle komplikacije. Intravenozni kateter može biti postavljen i kroz kožu oštećenu opeklinama, a u nemogućnosti primjene istog može biti korišten i intraosealni pristup.

### Njega opeklina
Brzo hlađenje opekline (unutar 30 minuta) umanjuje dubinu opekline i bol, ali mora se obratiti pažnja da ne dođe do pretjeranog hlađenja kako bi se izbjegla hipotermija. Hlađenje se vrši hladnom vodom 10 do 25 °C ali ne ledenom vodom, pošto ova može izazvati dodatna oštećenja. Opekline izazvane kemijskim tvarima zahtijevaju obilno ispiranje ozljeda, obilnije od opeklina izazvanih visokom temperaturom. Čišćenje vodom i sapunom kao i uklanjanje odumrlog tkiva i previjanje vrlo su važni aspekti njege opeklina.Ako su na koži prisutni cijeli mjehuri najbolje ih je ostaviti kakvi jesu, bez pokušaja bušenja. Kod opeklina drugog stupnja potrebna je liječnička kontrola svaka dva dana kako bi se nadgledalo zacjeljivanje ozljede.
Kod liječenja opeklina prvog i drugog stupnja ne postoje pouzdani dokazi o vrsti previjanja koji bi se trebao koristiti. Opekline prvog stupnja se u pravilu ne previjaju. Lokalni antibiotici u obliku krema se često koriste, usprkos slabim dokazima o njihovoj djelotvornosti, dok se sulfadiazin srebra (vrsta lokalnog antimikrobika) ne preporučuje, jer može produljiti vrijeme zacjeljenja. Ne postoje valjani dokazi za korištenje zavoja koji sadrže srebro ili za korištenje terapije negativnim tlakom.

### Liječenje i njega
Opekline znaju biti vrlo bolne, ali potoji nekoliko učinkovitih načina kontroliranja boli. Mogu se koristiti jednostavni nesteroidni protuupalni lijekovi kao ibuprofen i acetaminofen ili opioidi kao morfin. Benzodiazepini mogu biti korisni kao dodatak analgeticima kao način smanjenja tjeskobe. Tijekom procesa ozdravljenja često se koriste i antihistaminici, masaža tkiva, i transkutana stimulacija živaca kako bi se smanjio osjećaj svrbeža. Antihistaminici su se međutim pokazali učinkovitima u samo 20 % pacjenata. Kod pojedinih se pacjenata gabapentin pokazao vrlo učinkovitim, pa se njegova uporaba smatra dobrim odabirom u onim slučajevima u kojima se antihistaminici nisu pokazali djelotvornima.
Ponekad se koriste antibiotici intravenoznim putem prije kirurškog zahvata kod pacijenata s vrlo velikom površinom zahvaćenom opeklinama (>60 % ukupne površine tijela), iako protokoli ne preporujučuju njihovu široku primjenu zbog bojazni od antibiotske rezistencije i povećanog rizika od gljivičnih oboljenja. Rezultati probnih tretmana ukazuju na povećanje stope preživljavanja kod pacijenata s raširenim i teškim opeklinama tretiranim antibioticima. Eritropoietin se nije pokazao učinkovitim kod smanjenja anemije ljudi s opeklinama. Kod opeklina uzrokovanih fluorovodičnom kiselinom, kalcijev glukonat je specifično protusredstvo i može se koristiti i intravenozno i u lokalnoj primjeni.

### Kirurško liječenje
Kod opeklina koje zahtijevaju kiruršku rekonstrukciju presađivanjem (najčešće one koje zahvaćaju cijelu debljinu kože), zahvat treba izvršiti što je prije moguće. Kružne opekline udova i prsišta ponekad zahtijevaju kirurško oslobađanje kože koje nosi naziv eskarotomija. Eskarotomija ima ulogu prevencije problema s distalnom cirkulacijom i s ventilacijom Nejasno je da li ovaj zahvat može biti od koristi kod opeklina vrata i prstiju. Fasciotomija može biti od koristi kod opeklina električnom strujom.

### Alternativna medicina
Med se koristio još u antici kao sredstvo za zacjeljivanje opeklina i može biti blagotvoran kod opeklina prvog i drugog stupnja. Tretmnan aloe verom se nije pokazao učinkovitim. Iako se pokazao blago učinkovitim u smanjenju boli i iako je jedan rad iz 2007. dokazao privremene rezultate u skraćenju vremena zarastanja, kasnije studije iz 2012. nisu dokazale ikakvu učinkovitost srebro sulfadizina u liječenju opeklina. Ne postoje dokazi da je vitamin E blagotvoran u liječenju ožiljaka i keloida. Nanošenje maslaca na opeklinu se ne preporuća. U nerazvijenim zemljama opekline se u trećini slučajeva liječe tradicionalnim metodama, što podrazumjeva tretman jajima, blatom, lišćem i kravljim izmetom. Kirurško liječenje se rijetko koristi zbog nedostatka fiancijskih sredstava i manjka infrastrukture. Postoji nekoliko alternativnih metoda tretmana boli i anksioznosti kao npr. hipnoza i tehnike preusmjeravanja.

## Prognoza
| Ukupna zahvaćena površina tijela | smrtnost |
| -------------------------------- | -------- |
| < 10 %                           | 0,6 %    |
| 10 – 20 %                        | 2,9 %    |
| 20 – 30 %                        | 8,6 %    |
| 30 – 40 %                        | 16 %     |
| 40 – 50 %                        | 25 %     |
| 50 – 60 %                        | 37 %     |
| 60 – 70 %                        | 43 %     |
| 70 – 80 %                        | 57 %     |
| 80 – 90 %                        | 73 %     |
| > 90 %                           | 85 %     |
| Udisaj                           | 23 %     |

Kod pacijenata s opeklinama, prognoza je teža razmjerno površini zahvaćenog tijela, teža je kod starijih osoba i kod žena. Prognozu pogoršava i prisutnost ozljeda dišnog sustava izazvanog inhalacijom vrućeg dima, drugih ozbiljnih ozljeda kao fraktura dugih kostiju i prisutnost kroničnih bolesti kao kardiovaskularnih bolesti, dijabetesa, psihijatrijskih bolesti i prijašnjih pokušaja samoubojstva. Od svih pacijenata koji su hospitalizirani u odjele za opekline u SAD-u 4 % njih umire, a smrtnost je prvenstveno vezana za površinu tijela zahvaćenog opeklinama. Pacijenti s 10 % tijela zahvaćenog opeklinama, na primjer, imaju stopu smrtnosti manju od 1 %, dok osobe s 90 % zahvaćene površine tijela umiru u 85 % slučajeva. Osobe s opeklinama u Afganistanu rijetko kad prežive ako je postotak zahvaćene površine dijela veći od 60 %.
Bauxovo bodovanje se u prošlosti koristilo za određivanje prognoze kod teških opeklina, ali s napretkom terapijskih tehnika više nije jako pouzdano. Prema ovom bodovanju, postotak smrtnosti se računao tako da se starosti pacijenta u godinama, pribrajao postotak tijela zahvaćenog opeklinama.

### Komplikacije
Opekline mogu dovesti do različitih komplikacija,  najčešća od kojih je infekcija. Infekcijske komplikacije su po učestalosti: pneumonija, celulitis, infekcija mokraćnog sustava i zatajenje dišnog sustava. U važne faktore rizika za infekciju kod opeklina ubraja se: zahvaćenost tjelesne poveršine veća od 30 %, opekline koje zahvaćaju sve slojeve kože i potkožnog tkiva, dobne krajnosti (vrlo mladi ili vrlo stari pacijenti) i opekline koje zahvaćaju noge i perineum. Upala pluća je posebno zastupljena kao komplikacija kod pacijenata koji su zadobili oštećenja dišnog sustava zbog inhalacije vrućeg zraka ili dima.
Kod slučajeva opeklina većih od 10 % ukupne tjelesne površine česta je i anemija. Opekline od električne struje mogu dovesti do sindroma mišičnog odjeljka ili rabdomiolize kao posljedicu razgradnje mišića. Procijenjeno je da u 6 do 25 % pacijenata dolazi do tromboze dubokih vena donjih udova. Stanje ubrzanog metabolizma može trajati godinama nakon ozljede, što rezultira smanjenjem gustoće kostiju i gubitkom mišićne mase. Od kožnih komplikacija najćešći su keloidi koji su česti kod mladih ljudi i ljudi tamne kože. Nakon zadobivenih opeklina djeca mogu doživjeti vrlo jaku psihološku traumu i razviti posttraumatski stresni poremećaj, a vrlo vidljivi ožiljci također mogu imati vrlo negativan psihološki učinak na pacijenta. U zemljama u razvoju, osobe s posljedicama raširenih opeklina ponekad budu izolirana i odbačena od društva, češće pate od krajnjeg siromaštva, a djeca ponekad budu napuštena.

## Epidemiologija
| ██ nema podataka ██ < 50 ██ 50 – 100 ██ 100 – 150 ██ 150 – 200 ██ 200 – 250 ██ 250 – 300 | ██ 300 – 350 ██ 350 – 400 ██ 400 – 450 ██ 450 – 500 ██ 500 – 600 ██ > 600 |

Godine 2004. 11 milijuna ljudi je zatražilo liječničku pomoć zbog opeklina i 300 000 nijh je umrlo. Opekline su stoga 4. uzrok traumatskih ozljeda u svijetu nakon saobraćajnih nesreća, padova i nasilja. Oko 90 % slučajeva opeklina dešava se u zemljama u razvoju, što se djelomično može objasniti prenaseljenošću, ali i manjku sigurnosnih mjera pri kuhanju. Općenito, gotovo 60 % smrtonosnih opeklina se desi u Jugoistočnoj Aziji sa stopom od 11,6 slučaja na 100 000 stanovnika. U razvijenom svijetu, muškarci imaju dvostruko veću smrtnost od opeklina od žena. Razlog su vjerojatno zanimanja s povećanim rizikom i češće stupanje u visokorizične aktivnosti. Za razliku od razvijenog svijeta, u zemljama u razvoju žene imaju dvostruko veći rizik od opeklina od muškaraca kao posljedica nesreća u kuhinjama i zbog kućnog nasilja.
Smrt od opeklina u djece je deset puta veća u zemljama u razvoju nego u razvijenim zemljama. Opekline su općenito među vodećih petnaest razloga smrti kod djece u svijetu. Od 1980-ih do 2004. većina zemalja svijeta bilježi pad smrtnosti od teških opeklina i pad opeklina općenito.

### Razvijene zemlje
Procijenjeno je da 500 000 ozljeda od opeklina bivaju tretirane godišnje u SAD-u., što je rezultiralo s 3300 smrtnih slučajeva u 2008. Velika većina opeklina i smrti od opeklina (70 %) desi se kod muškaraca. Najveća učestalost opeklina od plamena desi se u životnoj dobi od 18 do 35 godina, dok su opekline od kipuće vode ili pare najčešće kod djece ispod 5 godina ili kod odraslih osoba iznad 65 godina. Opekline od električne struje su uzrok oko 1000 smrti godišnje, dok munje usmrte oko 60 ljudi godišnje.

### Zemlje u razvoju
U Indiji, oko 700 000 do 800 000 ljudi godišnje zadobije ozbiljne opekline, iako vrlo malo njih budu liječene u specijaliziranim centrima za opekline. Stopa učestalosti je najviša u žena od 16. do 35 godine, djelomično zbog kuhanja u nesigurnim kuhinjama i zbog široke tradicionalne odjeće koja lako dolazi u doticaj s otvorenim plamenom. Procijenjeno je da se trećina svih slučajeva desi zbog zapaljenja odjeće u blizini otvorene vatre. Namjerno izazvane opekline su također česti uzrok u Indiji, posebno među mladim ženama, kao posljedica obiteljskog nasilja ili samospaljivanja u znak prosvjeda.

## Povijest
Spiljski crteži stari oko 3500 godina prikazuju opekline i njihovo liječenje. Egipatski tzv. Smithov papirus iz 1500. pr. Kr. opisuje liječenje opeklina medom i oblogama od smola. Tijekom povijesti je zabilježeneno mnoštvo načina liječenja, od obloga lišćem čaja u Kini 600. pr. Kr., svinjske masti i octa kod Hipokrata 400. pr. Kr. i vina izmiješanog smirnom kod Celsusa oko 100. godine. Francuski brijač i kirurg Ambroise Paré je prvi opisao različite stupnjeve opeklina već 1500-ih godina., ali je tek Guillaume Dupuytren 1832. godine podrobnije klasificirao opekline podijelivši ih u šest stupnjeva.
Prva bolnica specijalizirana za liječenje opeklina otvorena je 1843. u Londonu a suvremeno liječenje opeklina razvijeno je na prijelazu iz 19. u 20. stoljeće. Za vrijeme Prvog svjetskog rata Henry D. Dakin i Alexis Carrel razvili su tehniku učinkovitog čišćenja i dezinfekcije opeklina i rana pomoću otopine natrijevog hipoklorita, što je drastično smanjilo smrtnost. U 1940-im godinama prepoznata je važnost ranog odstranjivanja nekrotičnog tkiva kao i presađivanja zdrave kože., dok je 1970-ih dokazana važnost hipermetaboličkog stanja koji slijedi nakon teških i širokih opeklina.

## Vanjske poveznice
- Opeklina na Curlie
- National Burn Repository (PDF). American Burn Association. 2012. Inačica izvorne stranice (PDF) arhivirana 3. ožujka 2016. Pristupljeno 29. lipnja 2013.

|  | Molimo pročitajte upozorenje o korištenju medicinskih informacija. Ne provodite liječenje bez savjetovanja s liječnikom! |